# Bézu-Saint-Germain
Bézu-Saint-Germain là một xã ở tỉnh Aisne, vùng Hauts-de-France thuộc miền bắc nước Pháp.